# スーパー・ハイ・マテリアルCD
スーパー・ハイ・マテリアルCD（スーパー・ハイ・マテリアルシーディー、Super High Material CD, 通称・略称：SHM-CD）は、ユニバーサルミュージックジャパンの新倉紀久雄が提案し、日本ビクター（現在のJVCケンウッド・クリエイティブメディア株式会社）と共同開発した高音質音楽CDの名称。2007年11月に製品化された。
材質が改善されたが、規格としては従来の音楽CDと変わらないため、既存のCDプレイヤーで再生できる。

## 概要
特徴は、ディスク製造プロセスにおいて、通常の製造で使うものよりも透明度が高く、高流動性、高転写性が特徴の別種の液晶パネル用ポリカーボネート樹脂を素材として採用した点である。このため「高素材CD」とも呼ばれる。
これによりCDの信号が記録されたスタンパーのピットをより正確にディスクに転写することが可能となった。そのためCDの再生時に、その信号をより忠実にCDプレイヤーのピックアップで読みとらせることが可能となり高音質になったとされる。
言い換えると、物理的なエラーの発生要因を素材レベルで低減するものであり、訂正不能エラー(C2エラー)が発生していない条件下では通常のCDとSHM-CDとの間で読み出されるデジタルデータに差異は無い。
当初のラインナップのSHM-CDのケースは通常のものより若干厚めで、ケース蓋にSHM-CDの文字（ロゴ）が浮き彫りで刻印されていた。その後に発売されたSHM-CDのケースは通常CDと同じ仕様に変更されている。
SHM-CDは、現時点で主に日本国内のみの製造・流通であるが、一部のSHM-CDは北米などに輸出され、現地で輸入盤として販売されている。

### その他の高音質CD技術
SHM-CDを追随した類似のCDで「ハイ・クオリティCD (HQCD) 」があるが、これはメモリーテックが開発したものである。EMIミュージック・ジャパン（現在のユニバーサルミュージックLLC内「EMIレコーズ・ジャパン」レーベル）とポニーキャニオンと日本コロムビアとエイベックス・マーケティングは、各々の音源をクオリティCDとして発売した。ただしEMIは音源によってはSHM-CDも、日本コロムビアはブルースペックCDも採用している。SHM-CDとの相違点は、反射膜に特殊合金が使用されていることである。
ソニー・ミュージックエンタテインメント（SMEJ）が開発した「ブルースペックCD」も、SHM-CDに似たCDである。こちらはブルーレイディスクの素材と製造技術を応用している。
2010年6月、ユニバーサルミュージックは、Super Audio CDにSHM素材を用いた「SA-CD SHM仕様」の発売も開始した。
その他、日本ビクター、キングレコードから、XRCDにSHM素材を使用した「XRCD（SHM-CDエディション）」も発売されている。

### レコード会社との関係
当初、SHM-CDはユニバーサルミュージックジャパンのみが企画・販売し、共同開発先のビクタークリエイティブメディア（現：JVCケンウッド・クリエイティブメディア）だけが製造を担っていた。しかし2008年7月、ユニバーサルミュージックジャパンとビクタークリエイティブメディアはソニー・ミュージックコミュニケーションズ（現：ソニー・ミュージックソリューションズ）とSHM-CDの量産能力向上で協力関係を結んだ。同時にビクタークリエイティブメディアの協力のもと、ソニーDADCジャパン（現：ソニー・ミュージックソリューションズ 大井川・静岡・茨城プロダクションセンター）にもSHM-CDの製造ラインを設置し増産体制を整えた。
これによりビクターエンタテインメント（初代法人、後のJVCケンウッド・ビクターエンタテインメント → ビクターエンタテインメント〈二代目法人〉）、テイチクエンタテインメントといったビクター傘下のレーベルはもとより、ワーナーミュージック・ジャパン、ポリスター、BMG JAPAN（以下BMGJ）、キングレコード等も採用を表明したが、BMGJ はソニー・ミュージックエンタテインメント傘下（後に同社に吸収合併され解散、旧BMGJは2024年現在、ソニー・ミュージックレーベルズの社内レーベルであるアリオラジャパンとして機能している）に入ってからもSHM-CDを発売していたが、2009年4月にブルースペックCD陣営に切り替わった。

## サンプラーCD
全てSHM-CDと通常CDの2枚組（曲目は同一）。各1000円。